# Historia general y natural de las Indias

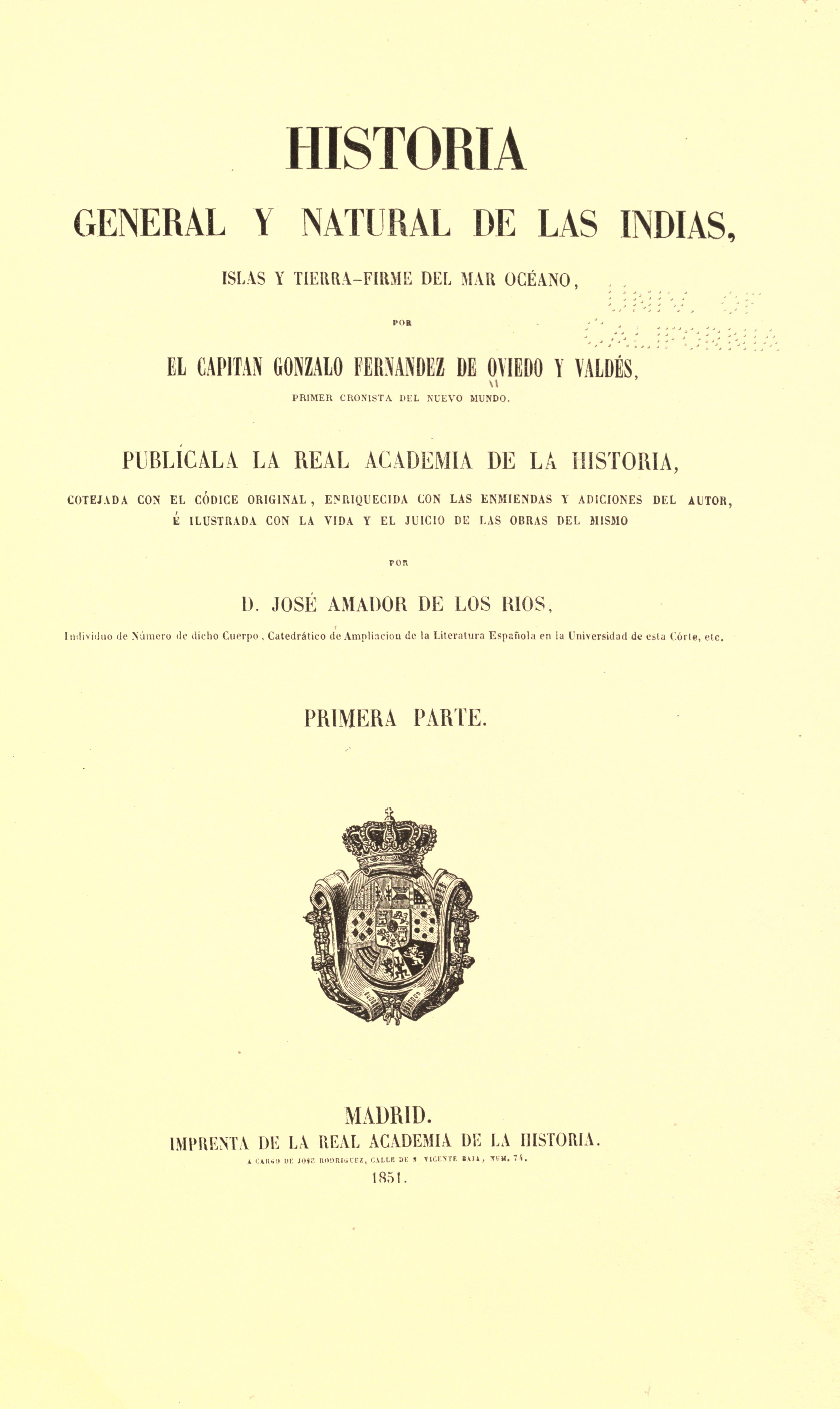
Historia general y natural de las Indias. 1851.

Historia general y natural de las Indias, islas y tierra firme del mar océano es un libro escrito por Gonzalo Fernández de Oviedo y Valdés en el siglo XVI aunque fue publicado íntegramente mucho tiempo después de su muerte, entre 1851 y 1855, en cuatro volúmenes que estuvieron bajo el cuidado de José Amador de los Ríos por encargo de la Real Academia de la Historia.
Tras dos estancias en América, Fernández de Oviedo publicó un Sumario de la Natural Historia de las Indias (1526), dedicado a Carlos I de España, como un adelanto del "tratado que tengo copioso de todo ello", pues ya había empezado a redactar su obra más famosa e importante, La historia general y natural de las Indias en la que relata acontecimientos que van de 1492 a 1549. La primera parte de esta obra, a manera de sumario, se imprimió en 1535; la impresión de la segunda parte en Valladolid quedó interrumpida por la muerte del autor en 1557 y sólo se editó completa mucho más tarde, ya en el siglo XIX, por interés e iniciativa de la Real Academia de la Historia.
El texto inicial fue traducido al inglés, italiano (Venecia, 1532) y latín, alcanzando en un siglo quince ediciones, transformándose en un clásico de la etnografía y la antropología del mundo renacentista.

## Contenido
Tras una breve disquisición sobre la navegación al Nuevo Mundo, trata de las posesiones hispanas, La Española, Cuba, Puerto Rico, Cubagua, Margarita y otras islas de las Antillas, así como de la Tierra Firme (territorio que hoy corresponde a la Venezuela continental, el istmo de Panamá y parte de Colombia), ocupándose de los habitantes y sobre todo de los animales y vegetales.
Narra el autor en su obra las observaciones realizadas por él en el nuevo continente y particularmente los vegetales en ese ámbito encontrados, subdivididos en plantas cultivadas, árboles y hierbas; después, los animales, comenzando por los terrestres, siguiendo con los acuáticos y aéreos y terminando con los insectos. En lo que atañe al reino mineral, presta poca atención a los recursos de la región con excepción del oro, al que dedica una parte de su esfuerzo redactor.
En esta obra critica las Décadas de Pedro Mártir de Anglería a causa de que este cronista se basó solo en testimonios ajenos, según dice Oviedo:

Deseaba escribir lo cierto si fielmente fuera informado, mas como habló de lo que no vido... sus Décadas padecen muchos defectos.